# Sweet Devil
Sweet Devil è un film del 1938, diretto da René Guissart, con William Kendall, basato su un'opera teatrale di Yves Mirande. 

## Trama
Jill Turner, segretaria di Edward Bane, socio di maggioranza di una ditta di biscotti, dice di amare il suo principale, ed Edward ha deciso di sposarla: per prima cosa, dunque, la licenzia, perché ritiene contrario all'etica professionale fare proposte di matrimonio ai dipendenti.
Una collega di Jill le racconta di come lei abbia trovato l'uomo della sua vita, il giorno che egli l'ha salvata dall'annegamento. Jill allora si reca presso un ponte vicino all'abitazione di Edward, e, quando passa la sua auto, si getta nel fiume. E viene tratta in salvo, non da Edward, ma dal suo socio Tony Brent, che passava di lì con l'auto di Edward. Tony conduce Jill nella propria magione, dove è in corso un party per annunciare il suo fidanzamento con l'aristocratica Sylvia Tonbridge.
Tony ospita Jill in camera propria, facendole indossare il suo pigiama mentre i vestiti di lei si asciugano, e incaricando il maggiordomo Beldton di intrattenerla. Al party sono presenti, oltre a Sylvia ed i suoi genitori, anche Edward Bane e il signor Florez, un ricco imprenditore e uomo politico centramericano, possibile importante futuro cliente della ditta di biscotti. In seguito ad alcuni avvenimenti si mormora dell'esecrabile presenza di Jill in casa di Tony, finché Jill stessa, contravvenendo alle raccomandazioni di Tony, si presenta nel salone del party, suscitando scalpore ma anche ammirazione fra i presenti. 
Il signor Florez, ammaliato, cerca di assalire Jill, e, schiaffeggiato da quest'ultima, lascia la casa e manda a monte il possibile affare; allo stesso tempo, per lo scandalo provocato dalla presenza di Jill, se ne vanno Edward, che è deciso ad estromettere il socio dall'impresa, e Sylvia, che rompe il fidanzamento con Tony.
Ma la mattina dopo Tony spiega a Edward come si sono veramente svolte le cose, e tutti si riappacificano. Vengono programmati i due matrimoni, di Tony con Sylvia e di Edward con Jill. Mentre si recano ciascuno al proprio sposalizio, le auto di Jill e di Tony si scontrano in un lieve incidente: i due decidono di mandare a monte le nozze programmate e, rintracciato un celebrante, di sposarsi seduta stante.  